# Erastria dissimilaria
Erastria dissimilaria är en fjärilsart som beskrevs av Jacob Hübner 1806. Erastria dissimilaria ingår i släktet Erastria och familjen mätare. Inga underarter finns listade i Catalogue of Life.